# Maestros cantores

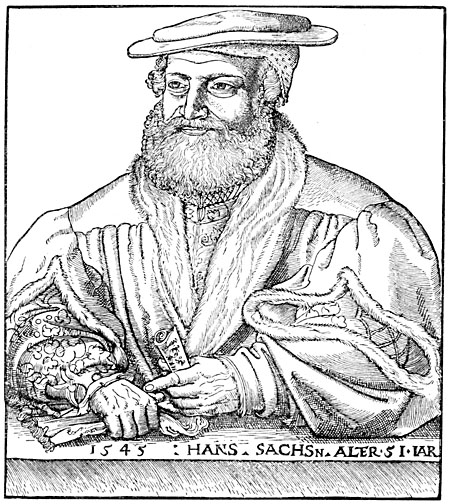
Hans Sachs, retrato en xilografía atribuido a Hans Brosamer y a Michael Ostendorfer, destacado maestro cantor.

Los maestros cantores (del alemán Meistersänger o Meistersinger) fueron ciertos músicos y poetas alemanes, principalmente pertenecientes a los gremios de artesanos y comerciantes de clase media que prosperaron entre los siglos XIV y XVI. Continuaron las tradiciones de los Minnesänger, pertenecientes a la nobleza.
Estos gremios aficionados surgieron en las grandes ciudades de Alemania y se distribuyeron por todo el país hasta el punto de que la mayoría de los pueblos tenía uno. Su principal actividad eran los concursos de canto que efectuaban mensualmente. 
Cada gremio estaba organizado de modo jerárquico, desde el aprendiz (en alemán Schüler) y los Schulfreunde (que estaban poco familiarizados con las reglas de la composición), pasando por los oficiales cantores (Sänger) y poetas (Dichter), hasta los Meister, que eran los que creaban las nuevas melodías. 
A causa de sus aspiraciones educativas de arduo fomento de la moralidad y las creencias religiosas, se volvieron un instrumento en la proclama del mensaje protestante durante la Reforma Protestante, aunque su música no alcanzó la reputación de "distinguida". Si bien el movimiento de los maestros cantores desempeñó un papel importante en la vida de los alemanes de la clase media, tuvo finalmente poco valor literario y musical, dada la arbitrariedad de las reglas y la rigidez mecánica de los requisitos para la composición. 
La forma poética que utilizaban se conoce técnicamente como un Bar o Gesetz, la melodía como Ton o Weis. Todas sus canciones se interpretaban sin acompañamiento.
El maestro cantor más famoso fue Hans Sachs (1494–1576), que dedicó su arte exclusivamente a la causa luterana después de 1530.
En la ópera Los maestros cantores de Núremberg de Richard Wagner se refleja fielmente el modo de vida de este colectivo.